# Catedrala Sfântul Gheorghe din Liov
Catedrala „Sfântul Gheorghe” din Liov (în ucraineană Собор святого Юра, transliterat: Sobor sveatoho Iura) este un monument istoric și de arhitectură construit în anii 1744-1760 după planurile arhitectului Bernard Meretyn. Piatra fundamentală a fost așezată de episcopul Atanasie Szeptycki, care a murit doi ani mai târziu. Acesta și-a lăsat prin testament întreaga avere pentru continuarea lucrărilor.
Lăcașul a fost în secolul al XIX-lea și în secolul al XX-lea un reper simbolic pentru credincioșii greco-catolici aflați, pe rând, sub stăpânire austriacă, poloneză și sovietică.
În anul 1945 autoritățile sovietice l-au scos din această catedrală și l-au arestat pe mitropolitul Iosif Slipîi, demersuri care au constituit primii pași în desființarea Bisericii Greco-Catolice din Ucraina.
Din 1946 până în 1990 lăcașul a fost ocupat de Biserica Ortodoxă Rusă.
În data de 12 august 1990 credincioșii greco-catolici grupați în Mișcarea Populară Ucraineană au intrat în posesia lăcașului. Două zile mai târziu consiliul de conducere al regiunii Liov a recunoscut dreptul Bisericii Greco-Catolice Ucrainene asupra catedralei, care a redevenit centrul spiritual al acesteia.